# Castelo de Tarouca
O Castelo de Tarouca localizava-se na cidade, na Freguesia e no Município de Tarouca, no Distrito de Viseu, em Portugal.
Hoje desaparecido, a sua memória permanece apenas no brasão de armas municipal. Erguia-se no morro da Alcácima, no centro histórico da antiga vila.

## História

### Antecedentes
A primitiva ocupação humana da região é atestada pelos vestígios arqueológicos de diversos castros pré-históricos. A cerca de dois quilômetros ao Norte da atual cidade encontram-se os vestígios do mais importante povoado fortificado no Concelho, de onde se irradiou o seu povoamento.

### O castelo medieval
À época da Reconquista cristã da Península Ibérica, a região foi conquistada por Afonso III das Astúrias (866-910), que incentivou o seu povoamento, surgindo assim a vila de Castro Rei. Com o progressivo abandono da antiga vila de Tarouca, Castro Rei progressivamente passou também a ser denominada como Tarouca, nome do Distrito em época medieval, prática que se manteve até, pelo menos, ao século XV.
A região foi definitivamente conquistada para as armas cristãs em 1057, por Fernando magno que doou os domínios de Tarouca ao conde Sesnando Davides para que este os repovoasse e defendesse. Foi durante a sua administração que o "foro de Tarouca" se afirmou, quando a vila e todo o seu termo sofreram um povoamento sistemático, tornando-se cabeça da Terra de Tarouca. É neste contexto que terá sido erguido o Castelo de Tarouca.
Em 1227, era tenens de Tarouca o rico-homem Abril Peres, destituído em 1245 de seu cargo por D. Sancho II (1223-1248), tendo sido substituído por Ferreira Bezerra e filhos deste. Ainda assim, poucos anos mais tarde, em 1255, era rico-homem local, D. Pedro Anes, neto de D. Abril Peres. Em 1258 realizaram-se as Inquirições de D. Afonso III (1248-1279), constatando-se que apesar do corpo do castelo ser inteiramente reguengo, a povoação intramuros era de pertença da Igreja de São Pedro de Tarouca, por sucessivas doações ou testamentos. Quatro anos depois, a 11 de Dezembro de 1262, o mesmo soberano passou o primeiro foral a Tarouca ("Carta de Foro de Castro Rei") visando incrementar o seu povoamento. Pela mesma razão, D. Afonso IV (1325-1357) confirmou esse foral em 1348.
É possível verificar o resultado dessa política de desenvolvimento regional, à época das Inquirições de D. Dinis (1279-1325), quando a terra de Tarouca (ou julgado de Castro Rei), contava com sete paróquias: Meijinhos, Lazarim, Lalim, Castro Rei (ou Tarouca), Vila Cova, Caria de Susã e Caria de Jusã. Este soberano também confirmou o foral à vila.
Com relação ao senhorio de Tarouca, apesar de anteriormente aí terem existido vários ricos-homens e tenens, o primeiro senhor da vila de Tarouca e de seu termo, parece ter sido o filho bastardo de D. Dinis, D. Pedro, conde de Barcelos. Com a sua morte o senhorio vagou, até que D. Fernando (1367-1383), por carta passada em 1372, o doou a D. Maria Giroa, esposa de Martim Vasques da Cunha. Nesse mesmo ano, o soberano estendeu a doação aos descendentes do casal, devendo Tarouca reverter à Coroa, logo que essa descendência legítima se extinguisse. Posteriormente, o soberano, por carta de 26 de Abril de 1375, concedeu a Martim Vasques da Cunha toda a jurisdição civil na vila e no seu termo.
Em carta de 1401, D. João I (1385-1433) declarou ter adquirido a vila de Tarouca e outras terras ao senhor delas, D. João de Castro, para poder doá-las a seu filho, o Infante D. Henrique que passou a ser senhor de Tarouca sob a condição de que não as pudesse "doar, vender ou empenhar, nem deixar em testamento". No entanto, contrariando as condições da doação, o Infante, vendo-se endividado, empenhou Tarouca a D. Duarte de Meneses, conde de Viana. Falecendo o Infante sem ter retirado o penhor, permaneceu no senhorio de Tarouca a esposa de D. Duarte de Meneses que, posteriormente, o doou a seu filho, D. João de Meneses que seria feito por D. Manuel I (1495-1521), o 1° conde de Tarouca. Este soberano renovou os privilégios à vila, concedendo-lhe o Foral Novo, passado em Lisboa.